# Vuelta a Catamarca Internacional
La Vuelta a Catamarca Internacional (it. Giro di Catamarca Internazionale) è una corsa a tappe maschile di ciclismo su strada che si svolge nella provincia di Catamarca, in Argentina. Dal 2023 è inserita nell'UCI America Tour classe 2.2.

## Albo d'oro
Aggiornato all'edizione 2023.
| Anno      | Vincitore          | Secondo         | Terzo               |
| --------- | ------------------ | --------------- | ------------------- |
| 2015      | Carlos Soto        | Daniel Juárez   | Elio Olivera        |
| 2016      | Laureano Rosas     | Matías Médici   | Gabriel Juárez      |
| 2017      | Jorge Giacinti     | Miguel Alcocer  | Gaston Javier       |
| 2018-2020 | non disputata      | non disputata   | non disputata       |
| 2021      | Camilo Pimentel    | Franco Lopez    | Tomas Contte        |
| 2022      | Daniel Diaz        | Ricardo Escuela | Alejandro Durán     |
| 2023      | Miguel Ángel López | Javier Jamaica  | Santiago Montenegro |